# Bulhardt Vilmos
Bulhardt Vilmos (Dorog, 1923. október 9. – Dorog, 1988. január 8.) zenész, zenetanár.

## Élete
A villanyszerelői szakma kitanulása után a Zeneművészeti Főiskola harsona tanszakán szerzett diplomát. Éveken át a Budapesti Jégrevüvel járta a világot. Dorogon az Erkel Ferenc Zeneiskolában tevékenykedett, valamint a Dorogi Bányász Zenekar másodkarnagya volt. Megalapította a Polka Parti zenei együttest, melynek műsorszámait gyakran ő maga hangszerelte.

## Kitüntetései
- Bányász Szolgálati Érdemérem: bronz, ezüst és arany fokozat